# Corydalis hirtipes
Corydalis hirtipes là một loài thực vật có hoa trong họ Anh túc. Loài này được B.U.Oh & J.G.Kim mô tả khoa học đầu tiên năm 2002.